# Trenčianske Jastrabie
Trenčianske Jastrabie este o comună slovacă, aflată în districtul Trenčín din regiunea Trenčín. Localitatea se află la altitudinea de 285 m deasupra n.m., se întinde pe o suprafață de 12,25 km2 și în 2017 număra 1.237 de locuitori.

## Istoric
Localitatea Trenčianske Jastrabie este atestată documentar din 1269.

## Demografie
| An:                | 1994 | 2004   | 2014   | 2024    |
| ------------------ | ---- | ------ | ------ | ------- |
| Număr de persoane: | 1224 | 1206   | 1214   | 1391    |
| Diferență:         |      | −1,47% | +0,66% | +14,57% |

| An:                | 2023 | 2024   |
| ------------------ | ---- | ------ |
| Număr de persoane: | 1382 | 1391   |
| Diferență:         |      | +0,65% |